# Zehnkampf-Länderkampf der Männer 1972 Polen – BR Deutschland – Rumänien
| 4. Leichtathletik-Länderkampf mit bundesdeutscher Beteiligung 1972 | 4. Leichtathletik-Länderkampf mit bundesdeutscher Beteiligung 1972 |
| ------------------------------------------------------------------ | ------------------------------------------------------------------ |
|                                                                    |                                                                    |
| Zehnkampf-Vergleich der Männer: Polen – BR Deutschland – Rumänien  |                                                                    |
| Austragungsort                                                     | Zielona Góra                                                       |
| Wettbewerbe                                                        | 1                                                                  |
| Datum                                                              | 3./4. Juni                                                         |
| 1. POL 2. ROU 3. FRG                                               | 37.376 P 35.557 P 35.376 P                                         |
| Chronik                                                            |                                                                    |
| ← FRG-HUN Werfer/ 00Hochspringer (M/F)                             | URS - FRG 10kampf (M) →                                            |

Im vierten Vergleich des Länderkampfjahres 1972 trafen die bundesdeutschen Zehnkämpfer am 3./4. Juni im polnischen Zielona Góra auf Polen und Rumänien. In dieser Dreierkonstellation hatte ein erster Zehnkampf-Vergleich im Vorjahr stattgefunden. Damals hatte die Bundesrepublik am Ende vorne gelegen. Hier in Zielona Góra trat die bundesdeutsche Mannschaft in einer Besetzung mit Sportlern aus der zweiten Reihe an.

## Wettbewerbe und Modus
Jede Nation konnte sechs Zehnkämpfer stellen, von denen die fünf Besten durch Addition ihrer Punkte gewertet wurden. Rumänien trat mit nur fünf Athleten an, die alle gewertet wurden.

## Ergebnis
Das mit Athleten aus der zweiten Reihe angetretene bundesdeutsche Team musste sich beiden gegnerischen Mannschaften geschlagen geben. In der Einzelwertung  lag ein polnischer Vertreter vorne und am Ende gewann Polen mit 37.376 Punkten auch die Gesamtwertung. Rumänien erreichte auf dem zweiten Platz 35.557 Punkte. Die Bundesrepublik Deutschland hatte in der Summe 35.376 Punkte auf dem Konto.

## Legende
Kurze Übersicht zur Bedeutung der Symbolik – so üblicherweise auch in sonstigen Veröffentlichungen verwendet:
| DNF | nicht im Ziel (did not finish) |

## Resultat
| Platz | Name                | Nation | Punkte | 100 m  | Weit- sprung | Kugel- stoßen | Hoch- sprung | 400 m  | 110 m Hürden | Diskus- wurf | Stabhoch- sprung | Speer- wurf | 1500 m     |
| ----- | ------------------- | ------ | ------ | ------ | ------------ | ------------- | ------------ | ------ | ------------ | ------------ | ---------------- | ----------- | ---------- |
| 01    | Ryszard Skowronek   | POL    | 7934   | 11,1 s | 7,32 m       | 13,20 m       | 2,00 m       | 49,7 s | 14,8 s       | 43,28 m      | 4,52 m           | 67,28 m     | 4:33,5 min |
| 02    | Vasile Bogdan       | ROU    | 7841   | 11,2 s | 7,26 m       | 14,26 m       | 1,88 m       | 49,4 s | 15,0 s       | 39,62 m      | 4,72 m           | 57,84 m     | 4:25,1 min |
| 03    | Ryszard Katus       | POL    | 7706   | 10,9 s | 6,07 m       | 13,36 m       | 1,97 m       | 51,1 s | 14,4 s       | 47,48 m      | 4,52 m           | 58,60 m     | 4:42,5 min |
| 04    | Edward Kozakiewicz  | POL    | 7395   | 11,3 s | 7,21 m       | 12,27 m       | 1,91 m       | 51,8 s | 16,0 s       | 34,86 m      | 4,90 m           | 55,72 m     | 4:25,8 min |
| 05    | Werner Hägele       | FRG    | 7330   | 10,9 s | 6,93 m       | 14,44 m       | 1,80 m       | 51,5 s | 15,9 s       | 41,36 m      | 3,90 m           | 62,76 m     | 4:46,6 min |
| 06    | Rudi Kränzler       | FRG    | 7266   | 11,4 s | 6,64 m       | 14,47 m       | 1,80 m       | 50,6 s | 15,7 s       | 40,04 m      | 4,30 m           | 53,62 m     | 4:32,6 min |
| 07    | Andrei Sepsy        | ROU    | 7217   | 11,4 s | 6,91 m       | 12,53 m       | 1,88 m       | 52,3 s | 14,7 s       | 36,28 m      | 4,12 m           | 67,56 m     | 4:43,2 min |
| 08    | Edward Mis          | POL    | 7213   | 11,1 s | 6,98 m       | 12,00 m       | 1,83 m       | 49,1 s | 14,8 s       | 32,00 m      | 3,60 m           | 58,34 m     | 4:22,0 min |
| 09    | Nihai Nicolao       | ROU    | 7201   | 11,3 s | 6,42 m       | 13,33 m       | 1,83 m       | 52,0 s | 15,0 s       | 37,56 m      | 4,41 m           | 57,84 m     | 4:39,3 min |
| 10    | Lech Nikitin        | POL    | 7128   | 11,6 s | 6,50 m       | 12,11 m       | 1,90 m       | 50,5 s | 15,6 s       | 40,02 m      | 3,90 m           | 48,00 m     | 4:22,0 min |
| 11    | Wolfgang Stamm      | FRG    | 7065   | 11,1 s | 6,69 m       | 12,68 m       | 1,85 m       | 51,2 s | 15,1 s       | 35,78 m      | 4,22 m           | 50,28 m     | 4:43,8 min |
| 12    | Radu Gavrilaş       | ROU    | 7050   | 11,2 s | 6,80 m       | 12,02 m       | 2,03 m       | 52,9 s | 14,8 s       | 39,32 m      | 3,90 m           | 50,38 m     | 5:03,2 min |
| 13    | Gerhard Tilmann     | FRG    | 7005   | 11,5 s | 6,41 m       | 14,58 m       | 1,75 m       | 52,2 s | 15,7 s       | 47,52 m      | 3,70 m           | 57,44 m     | 4:22,5 min |
| 14    | Werner Antoskiewicz | FRG    | 6709   | 11,6 s | 6,64 m       | 13,49 m       | 1,75 m       | 52,7 s | 17,0 s       | 39,22 m      | 4,00 m           | 50,64 m     | 4:43,8 min |
| 15    | Wolfgang Linkmann   | FRG    | 6655   | 11,4 s | 6,75 m       | 14,57 m       | 1,88 m       | 53,1 s | 14,8 s       | 45,26 m      | 4,22 m           | 37,08 m     | DNF        |
| 16    | Stefan Kiczko       | POL    | 6516   | 11,7 s | 6,46 m       | 12,37 m       | 1,97 m       | 53,8 s | 16,0 s       | 34,70 m      | 3,50 m           | 49,20 m     | 4:52,7 min |
| 17    | Gheorghe Lixandru   | ROU    | 6248   | 11,4 s | 6,39 m       | 12,64 m       | 1,65 m       | 53,3 s | 15,8 s       | 37,42 m      | 3,40 m           | 43,04 m     | 4:58,0 min |